# رينيه شنايدر
رينيه شنايدر (بالإسبانية: René Schneider)‏ (و. 1913 – 1970 م) هو سياسي من تشيلي ولد في كونسبسيون.